# Sammetshätta
Sammetshätta (Curruca melanocephala) är en tätting tillhörande familjen sylvior (Sylviidae). Den är huvudsakligen stannfågel i Medelhavsområdet där den är vanligt förekommande i olika låglänta miljöer. Enstaka fynd finns av sammetshättan norr om utbredningsområdet, där den påträffats i alla länder i Norden utom Island. IUCN kategoriserar arten som livskraftig.

## Utseende och läte
Sammetshättan är en kompakt och rätt storhövdad sångare, 13–14 centimeter lång. Som de flesta Curruca-arterna har den en distinkt han- och hondräkt. Den adulta hanen har grå ovansida, ljusare undersida, svart huvud, vit strupe och röd orbitalring runt ögat. Fjäderdräkten kan skilja sig något, till och med på i ett och samma område, där en rödaktig ton på över- och undersida varierar från helt frånvarande (hos vissa underarter) till mycket uttalad. Honan är mest brun på ovansidan, gulbrun på undersidan och med grått huvud.

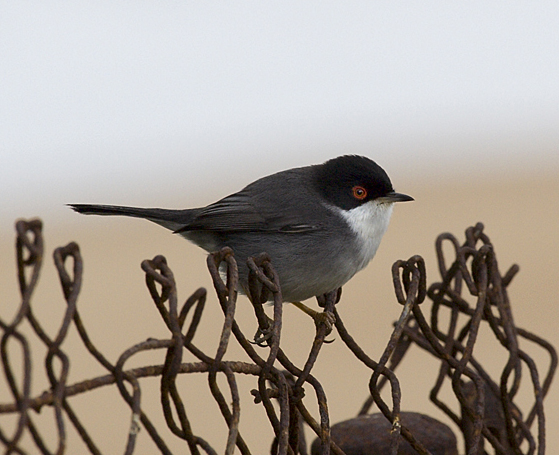
Adult hane i Portugal fotograferad i januari.

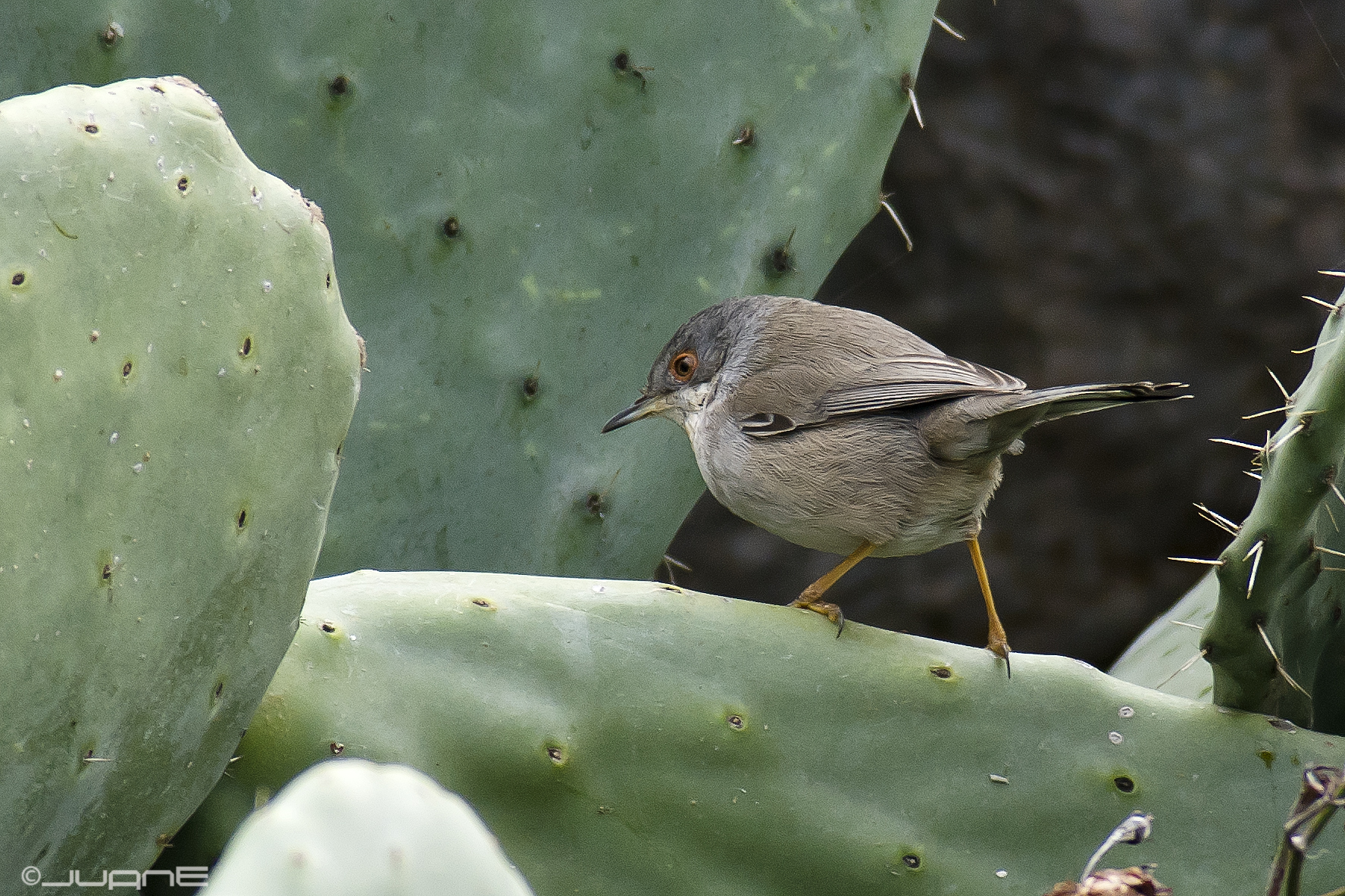
Hona på Gran Canaria.

Sammetshättans lockläte är ett snabbt skramlande vilket är ett karaktäristiskt läte för de områden där den häckar. Sången är en pladdrig, knattrig och snabb ramsa med plötsliga visseltoner och det typiska locklätet invävt.

## Utbredning och systematik
Sammetshättan häckar runt Medelhavet i södra Europa, västra Turkiet, i Mellanöstern samt i norra Afrika. Till skillnad från många andra sångare så är den till största delen en stannfågel, men vissa övervintrar i norra Afrika. Den delas in i fem underarter med följande utbredning:
- medelhavssammetshätta[5] Curruca melanocephala melanocephala – södra Europa till västra Turkiet och Nordafrika
- Curruca melanocephala leucogastra – Kanarieöarna
- Curruca melanocephala valverdei – södra Marocko och Västsahara
- Curruca melanocephala norrisae – tidigare i Fayyumregionen i Egypten, numera ansedd som utdöd
- Curruca melanocephala momus – nordöstra Egypten till den allra mest sydcentrala delen av Turkiet

### Uppträdande utanför utbredningsområdet
Sammetshättan är en mycket sällsynt gäst i norra Europa, så långt bort som exempelvis Storbritannien och Sverige. I Sverige har den setts vid tio tillfällen, första gången i Ottenby på Öland i slutet av maj och början av juni 1980. År 2019 sågs två individer, båda i Stockholms skärgård: först en ung hona 27/4–4/5 på Horssten, därefter en ung hane 1–5/6 på Landsort som också ringmärktes.
Arten har även påträffats i övriga Norden utom Island.

### Släktestillhörighet
Arten placeras traditionellt i släktet Sylvia. Genetiska studier visar dock att Sylvia består av två klader som skildes åt för hela 15 miljoner år sedan. Sedan 2020 delas därför Sylvia upp i två skilda släkten, varvid sammetshättan förs till Curruca.

## Ekologi

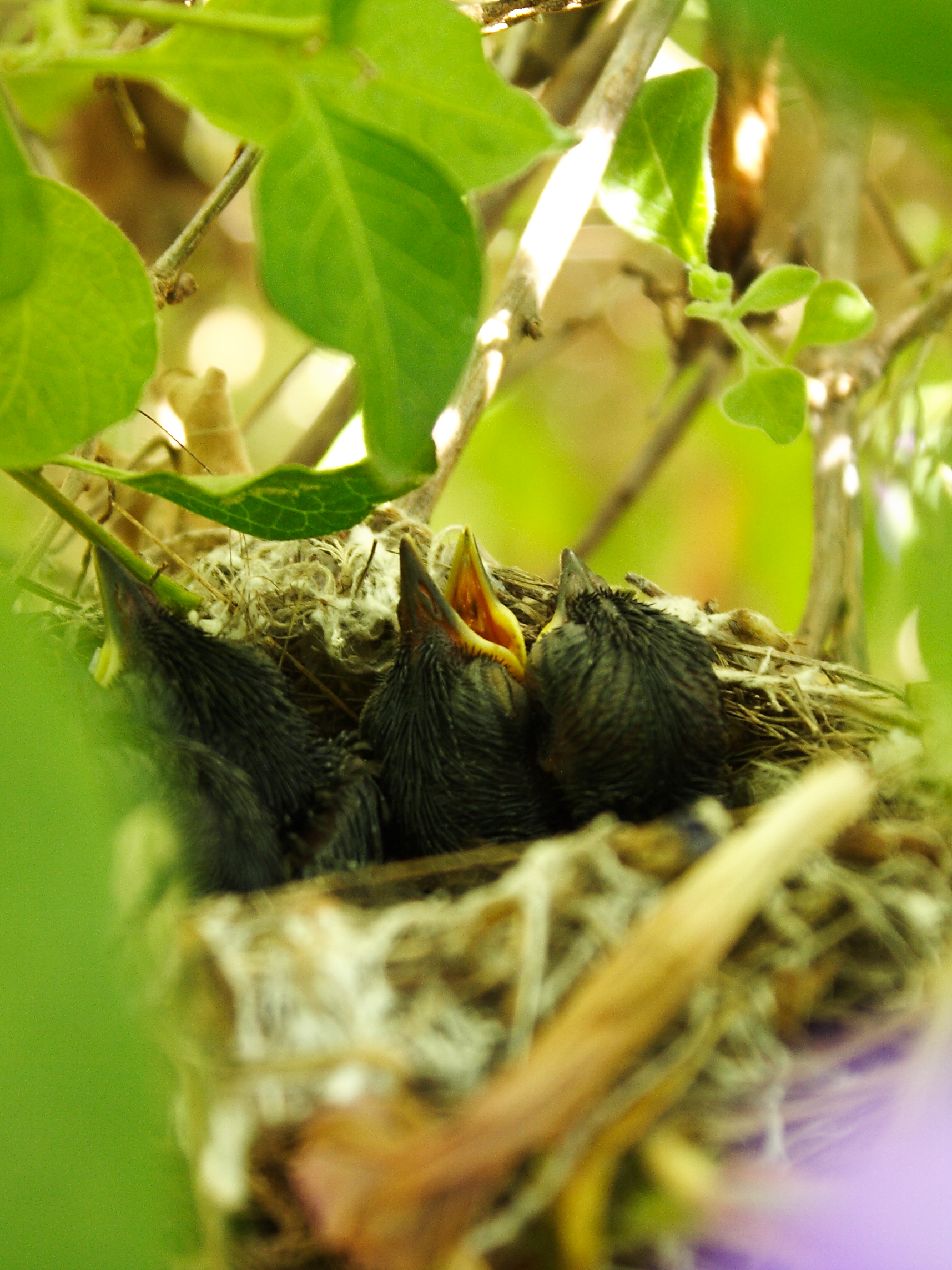
Sammetshätteungar i bo.

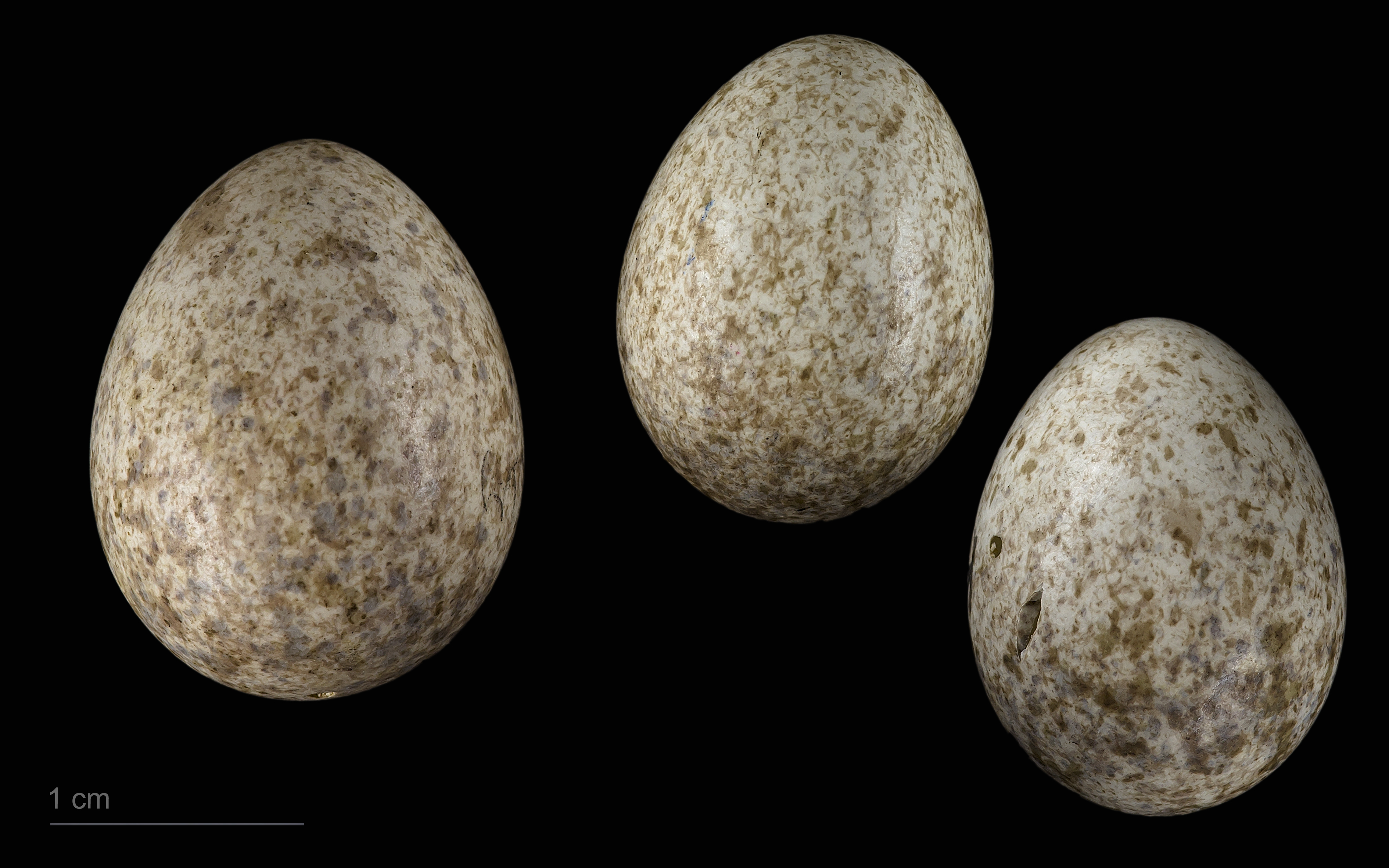
Ägg från boparasiterande gök till vänster och sammetshätta till höger.

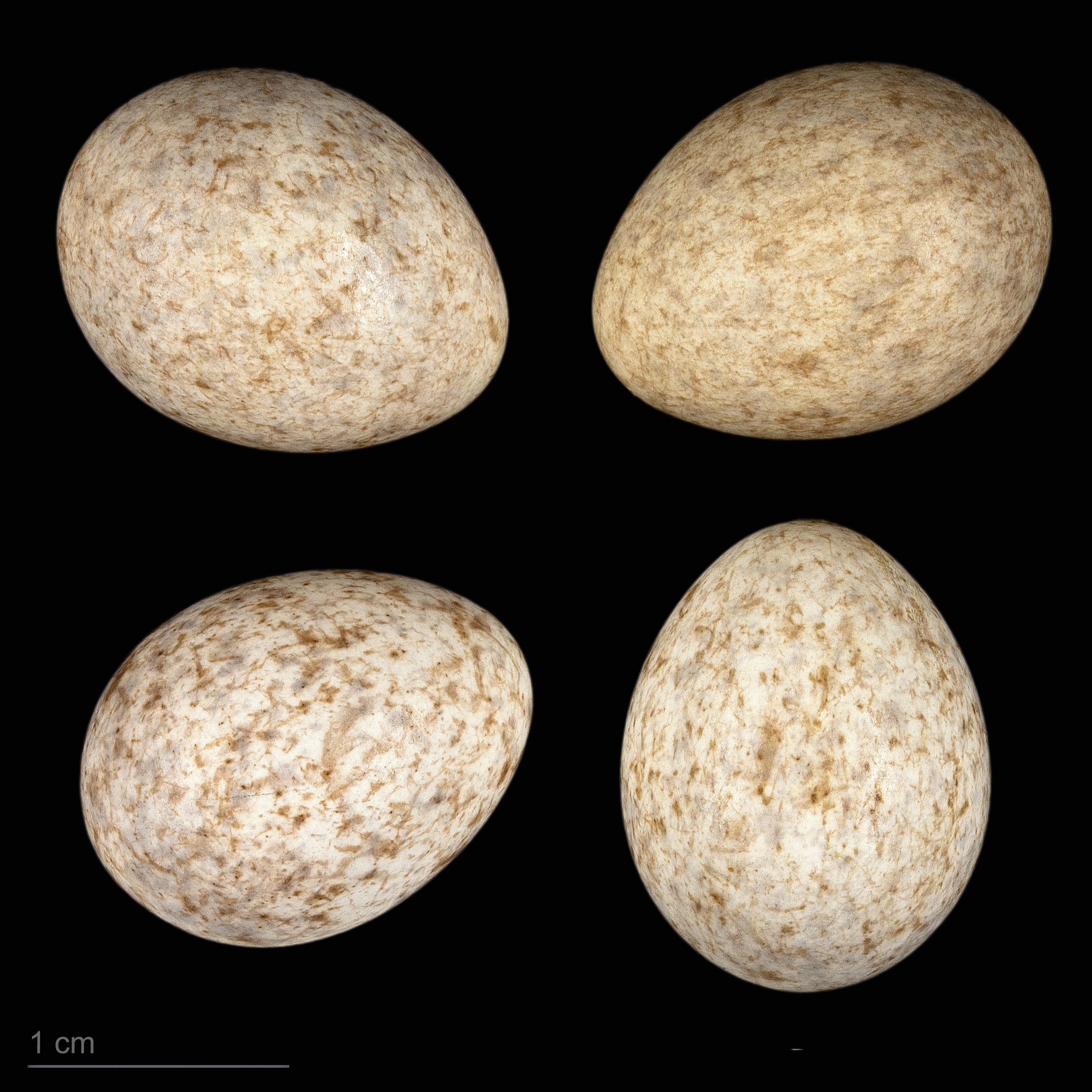
Ägg Curruca melanocephala melanocephala

Sammetshättan beskrivs som kanske en av Medelhavsområdets största generalister och förekommer i alla typer av habitat upp till 1300 meter över havet i största delen av utbredningsområdet och 1 800 meter över havet i Nordafrika. Den trivs i alltifrån högvuxna buskmarker till öppen skog och trädgårdar. Den placerar boet lågt i en buske eller snår och den lägger tre till sex ägg. De flesta bon i Spanien placeras lågt i kermesek (Quercus coccifera). Som de flesta andra sångare är den en insektsätare, men äter även bär och annan mjuk frukt.

## Status och hot
Arten har ett stort utbredningsområde och en stor population, och tros öka i antal. Utifrån dessa kriterier kategoriserar IUCN arten som livskraftig (LC). Världspopulationen uppskattas till 25,5–53,5 miljoner par.
Framför allt i norra delen av utbredningsområdet kan hårda vintrar påverka överlevnaden, i vissa fall med en nedgång på 50 %. Även om man tror att klimatförändringar skulle kunna gynna arten i Europa har studier visat att högre temperatur utanför Europa resulterat i minskad kroppsmassa och försämrat allmäntillstånd.

## Taxonomi och namn
Sammetshättan beskrevs vetenskapligt som art av Johann Friedrich Gmelin 1789, då under protonymen Motacilla melanocephala. Typexemplaret kom från Sardinien, därav det engelska namnet Sardinian Warbler för arten, det vill säga "sardinsk sångare" (ej att förväxla med sardinsk sångare, Curruca sarda, på engelska Marmora's Warbler. Sammetshättans vetenskapliga artnamn melanocephala betyder "svarthuvad".